# ワインレッドの心 (玉置浩二のアルバム)
『ワインレッドの心』（ワインレッドのこころ）は、日本のシンガーソングライターである玉置浩二の1作目のセルフカバー・アルバムである。
1999年2月24日にファンハウスからリリースされた。玉置の初となるセルフカバー・アルバムであり、収録曲はすべて安全地帯の楽曲で統一され、作詞はほぼ全曲で松井五郎、作曲とプロデューサーは玉置が担当している。

## リリース
本作は1999年2月24日にファンハウスからCDのみでリリースされた。同日には映像作品『"GRAND LOVE" A LIFE IN MUSIC』がリリースされている。
2002年12月18日にはドリーミュージックより値段が改定されたうえで再リリースされた。

## 批評、チャート成績
| 専門評論家によるレビュー | 専門評論家によるレビュー |
| レビュー・スコア         | レビュー・スコア         |
| 出典                     | 評価                     |
| ------------------------ | ------------------------ |
| CDジャーナル             | 肯定的                   |

音楽情報サイト『CDジャーナル』は、安全地帯のメンバーが参加していることから「安全地帯の新作といった方が近いかも」と指摘した上で、サウンドに関しては「より円熟味も増して心に染みてくる」と表現し「ここ最近の軽快なナンバーもいいが、やはり彼の歌はじっくりと聴き入りたいもの」と肯定的に評価している。
本作はオリコンアルバムチャートにおいて最高位第11位の登場週数8回で、売り上げ枚数は11.5万枚となった。

## 収録曲
| #         | タイトル                 | 作詞      | 作曲      | 時間  |
| --------- | ------------------------ | --------- | --------- | ----- |
| 1.        | 「To me」                | 松井五郎  | 玉置浩二  | 4:52  |
| 2.        | 「ワインレッドの心」     | 井上陽水  | 玉置浩二  | 4:27  |
| 3.        | 「Friend」               | 松井五郎  | 玉置浩二  | 3:20  |
| 4.        | 「夏の終りのハーモニー」 | 井上陽水  | 玉置浩二  | 4:03  |
| 5.        | 「夢のつづき」           | 松井五郎  | 玉置浩二  | 5:09  |
| 6.        | 「瞳を閉じて」           | 松井五郎  | 玉置浩二  | 3:29  |
| 7.        | 「恋の予感」             | 井上陽水  | 玉置浩二  | 4:59  |
| 8.        | 「あなたに」             | 松井五郎  | 玉置浩二  | 4:00  |
| 9.        | 「悲しみにさよなら」     | 松井五郎  | 玉置浩二  | 4:49  |
| 10.       | 「碧い瞳のエリス」       | 松井五郎  | 玉置浩二  | 4:27  |
| 11.       | 「朝の陽ざしに君がいて」 | 松井五郎  | 玉置浩二  | 4:39  |
| 12.       | 「ゆびきり」             | 松井五郎  | 玉置浩二  | 3:19  |
| 13.       | 「あの頃へ」             | 松井五郎  | 玉置浩二  | 5:20  |
| 合計時間: | 合計時間:                | 合計時間: | 合計時間: | 56:53 |

## スタッフ・クレジット

### 参加ミュージシャン
- 玉置浩二 – ボーカル、バッキング・ボーカル、アコースティック・ギター、エレクトリック・ギター、ベース・ギター、パーカッション
- 矢萩渉 (安全地帯) – アコースティック・ギター、エレクトリック・ギター、エレクトリック・シタール（英語版）
- 六土開正 (安全地帯) – ベース
- 田中裕二 (安全地帯)  – ドラムス
- 安藤さと子 – キーボード
- カルロス菅野 – パーカッション
- 竹内ストリングス – ストリングス
- 竹内純 – ストリングス・アレンジメント
- 平原まこと – アルトサックス、フルート

### 録音スタッフ
- 玉置浩二 – プロデュース、ミキシング・エンジニア
- 永川“Naggie”タカシ – ディレクター
- 高松明治 – ミキシング・エンジニア、アシスタント・エンジニア
- 長島道秀 – レコーディング・エンジニア
- 藤田厚生 – マスタリング・エンジニア
- 筧“Bin”敏彦 – エキップメント・テクニシャン

### 美術スタッフ
- ヒロ伊藤 – 写真撮影
- 山本“kohcho”晃 – アート・ディレクション
- 川本“kyohtoh”みちえ – デザイン
- 征矢直行 – デジタル・アートワーク

### 制作スタッフ
- 大津敏博 – アーティスト・マネージメント
- 玉置一芳 – サポート
- 金子洋明 – エグゼクティブ・プロデューサー
- 新田和長 – エグゼクティブ・プロデューサー
- 松井五郎 – スペシャル・サンクス
- 井上陽水 – スペシャル・サンクス
- 金子章平 – スペシャル・サンクス
- 星勝 – スペシャル・サンクス
- 諸鍛冶辰也 – スペシャル・サンクス
- 石川晶 – スペシャル・サンクス
- “Yaggie”YANAGISAWA – スペシャル・サンクス
- TAKADA chang – スペシャル・サンクス
- MIMURO chang of WOODSTOCK – スペシャル・サンクス
- なかはらけいいちろう – スペシャル・サンクス
- 万平ホテル軽井沢 – スペシャル・サンクス

## チャート
| チャート         | 最高順位 | 登場週数 | 売上数   | 出典  |
| ---------------- | -------- | -------- | -------- | ----- |
| 日本（オリコン） | 11位     | 8回      | 11.5万枚 | [ 2 ] |

## リリース日一覧
| No. | 地域 | リリース日     | レーベル           | 規格    | カタログ番号 | 備考                             | 出典        |
| --- | ---- | -------------- | ------------------ | ------- | ------------ | -------------------------------- | ----------- |
| 1   | 日本 | 1999年2月24日  | ファンハウス       | CD      | FHCF-2447    |                                  | [ 8 ] [ 9 ] |
| 2   | 日本 | 2002年12月18日 | ドリーミュージック | CD      | MUCD-1064    | 2003年1月1日リリースとの情報あり | [ 6 ] [ 5 ] |
| 3   | 香港 | 2010年         | ドリーミュージック | 2枚組LP | 88697652481  |                                  |             |
| 4   | 香港 | 2010年         | ドリーミュージック | CD      | 88697652482  |                                  |             |
| 5   | 香港 | 2020年         | ドリーミュージック | 2枚組LP | 19439778211  |                                  |             |